# Kacákova Lhota
Pour les articles homonymes, voir Lhota.
Kacákova Lhota (en allemand : Kazak-Lhota, précédemment : Kacakowa Lhota) est une commune du district de Jičín, dans la région de Hradec Králové, en Tchéquie. Sa population s'élevait à 165 habitants en 2022.

## Géographie
Kacákova Lhota se trouve à 6 km au sud-est du centre de Jičín, à 37 km au nord-nord-est de Hradec Králové et à 80 km au nord-est de Prague.
La commune est limitée par Jičín à l'ouest et au nord, par Úlibice au nord, Lužany et Kovač à l'est et par Tuř au sud.

## Histoire
La première mention écrite de la localité date de 1546.

## Galerie

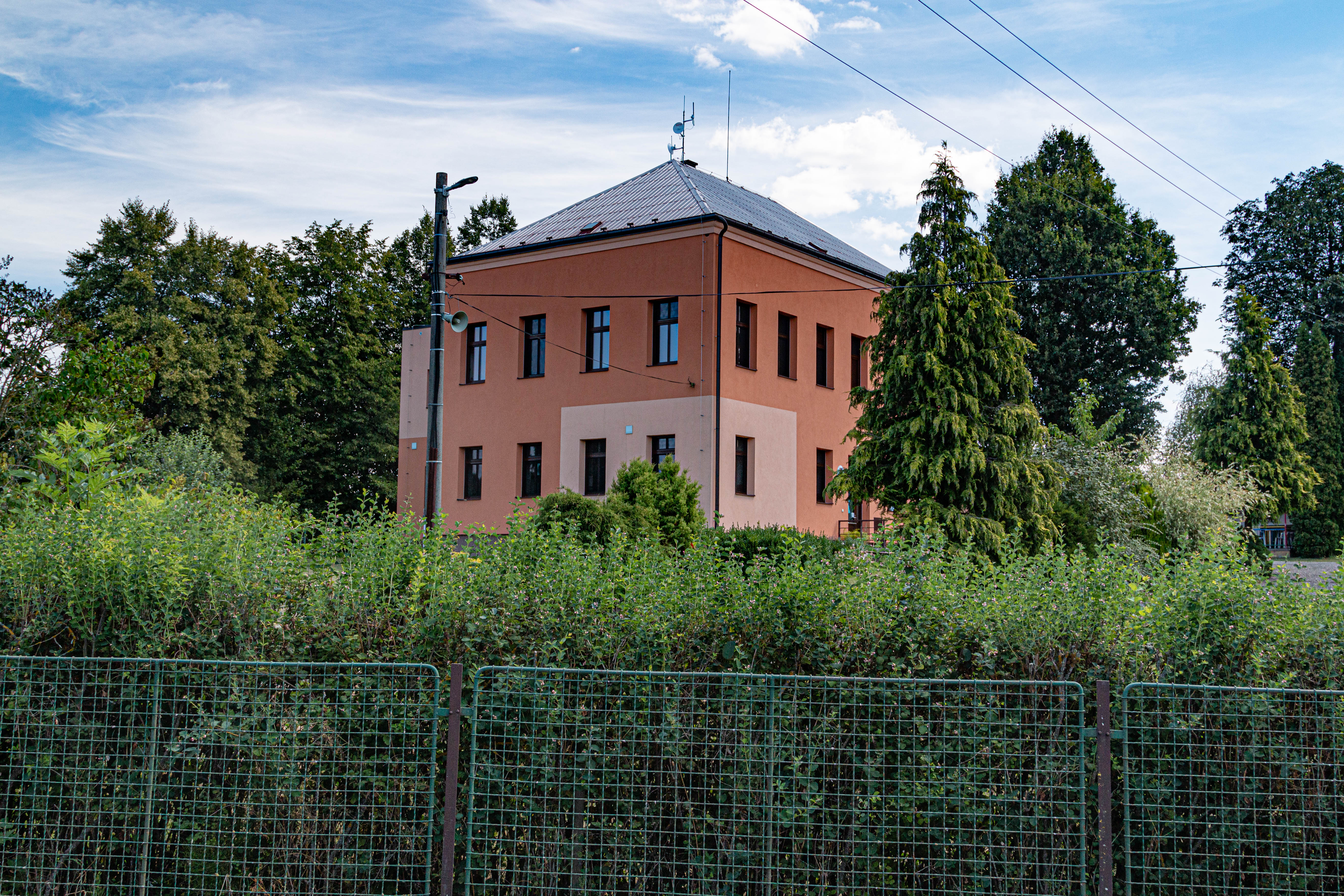
Mairie et école.
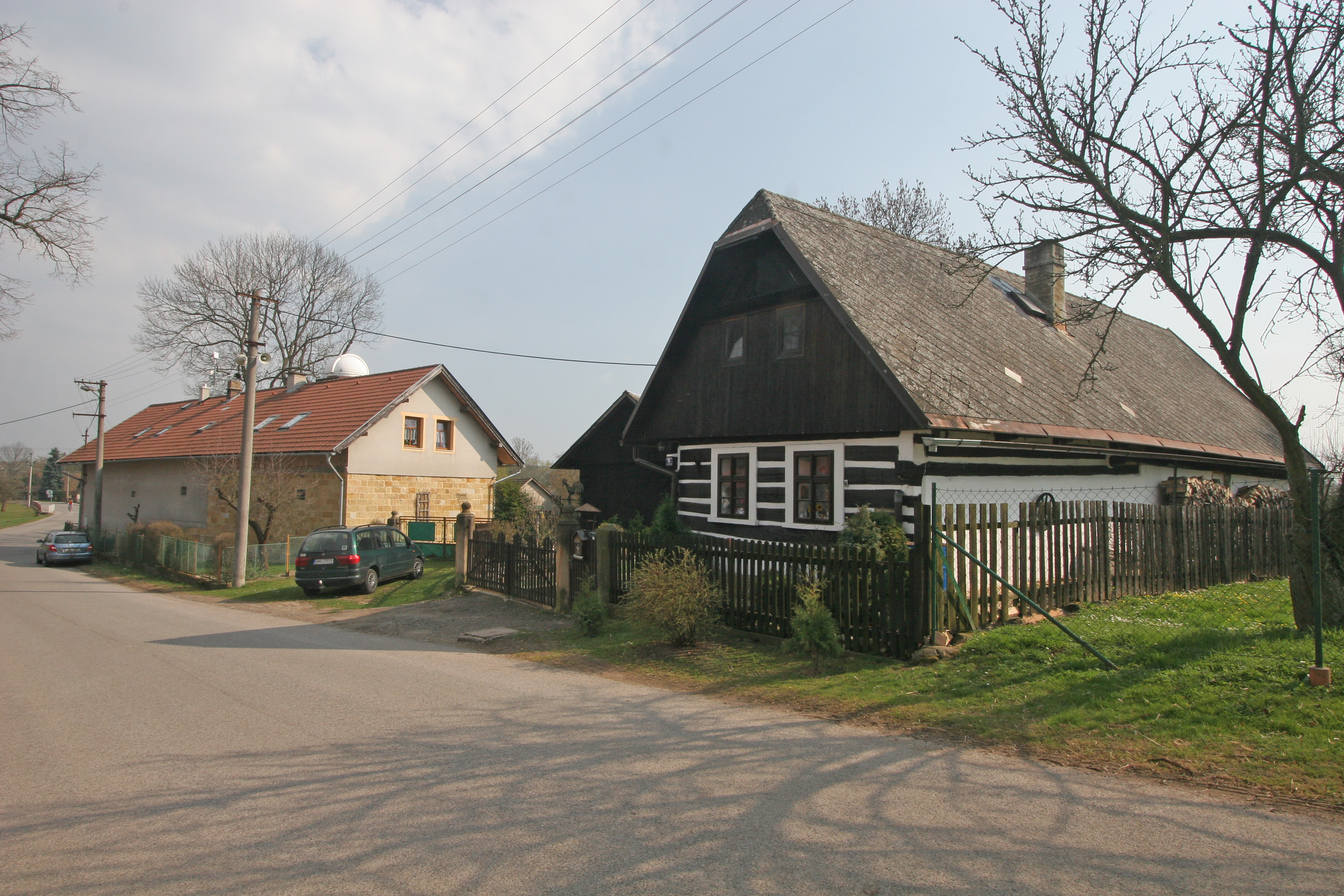
Náchodsko.

## Transports
Par la route, Kacákova Lhota se trouve à 7 km de Jičín, à 45 km de Hradec Králové et à 101 km de Prague. 